# Horse Guards Parade
Horse Guards Parade è un ampio campo di parata nei pressi di Whitehall, nel centro di Londra. Qui si svolgono l'annuale cerimonia del Trooping the Colour, che celebra il compleanno ufficiale del sovrano, e il Beating Retreat. 

Precedentemente faceva parte di un cortile interno al Palazzo di Whitehall, utilizzato per ospitare Giostre durante il regno di Enrico VIII. Qui si svolgevano anche le annuali celebrazioni per il compleanno di Elisabetta I.

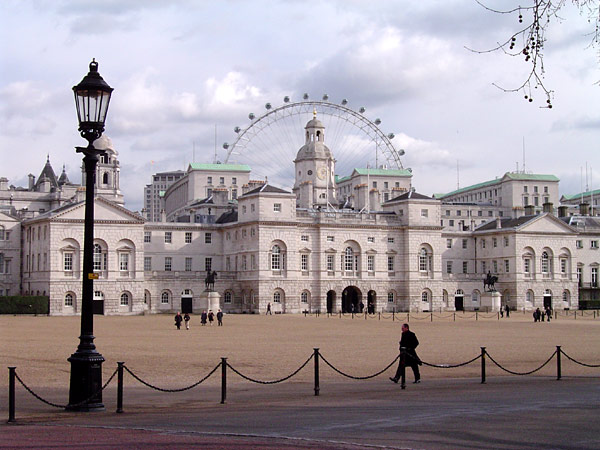
La piazza nel 2004 con il London Eye sullo sfondo.

L'area è stata utilizzata per una lunga e variegata serie di parate, riviste e cerimonie fin dal XVII secolo, venendo anche utilizzata come Quartier Generale del British Army. Il Duca di Wellington, durante la sua permanenza a capo delle forze britanniche, aveva come sede Horse Guards. Attualmente l'ufficiale in comando del Distretto di Londra utilizza lo stesso ufficio e la stessa scrivania. Per buona parte del XX secolo lo spiazzo è stato utilizzato per il meno nobile compito di parcheggio per alti funzionari statali, ma questa consuetudine è stata abolita negli anni novanta. L'evento che spinse ad una riorganizzazione dello spazio fu l'attacco a colpi di mortaio che la Provisional Irish Republican Army effettuò contro il 10 Downing Street il 7 febbraio 1991. I colpi partirono infatti proprio da una macchina parcheggiata su Horse Guards Avenue, a fianco a Horse Guards Parade. Attualmente non è permesso il parcheggio in tutta la zona.
Durante le Olimpiadi di Londra del 2012 la Horse Guards Parade ha ospitato l'Arena per il Beach Volleyball.